# قناة إتاباكا
]]

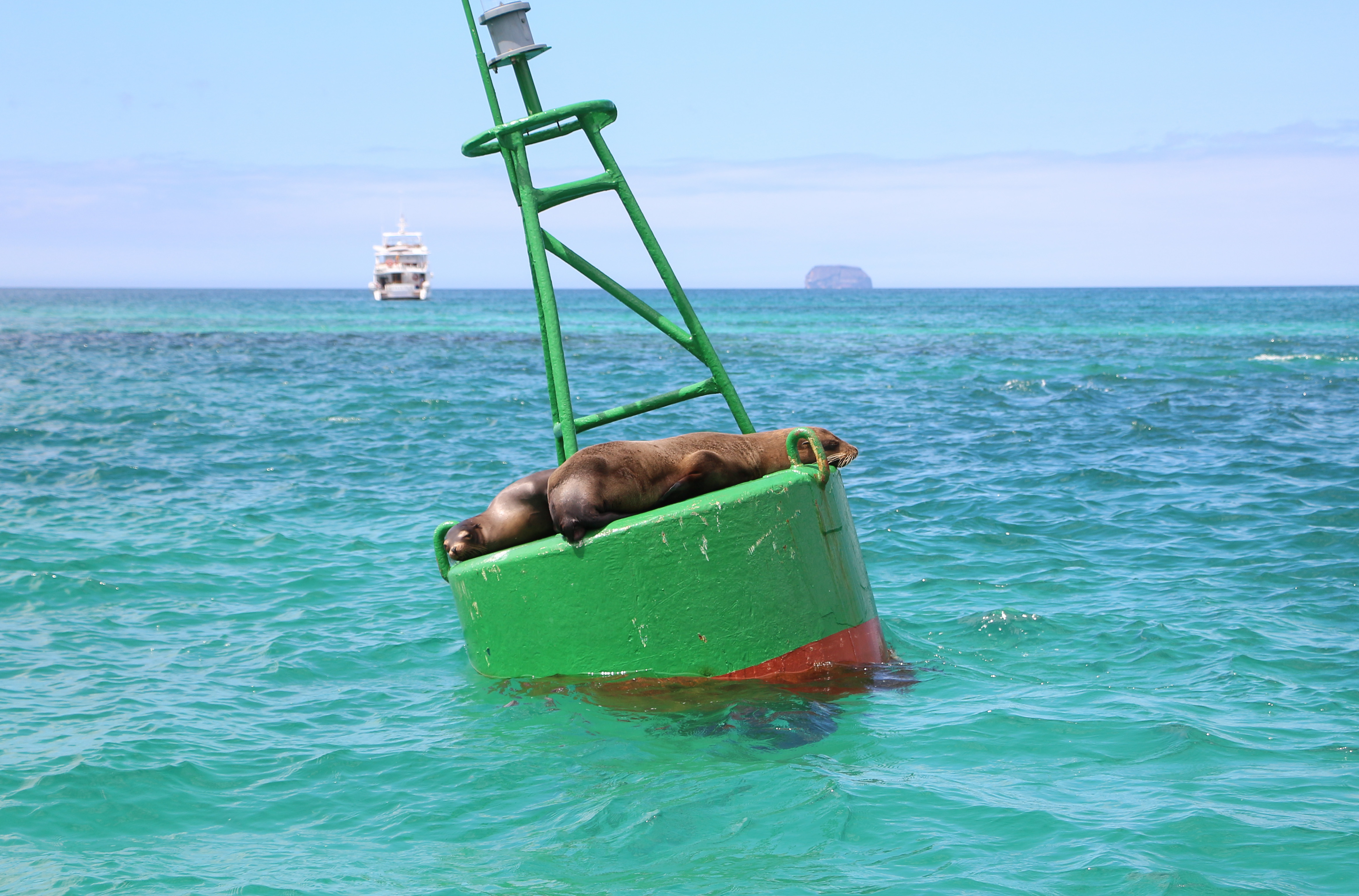
اسود بحر الغالاباغوس على عوامة في قناة اتاباكا

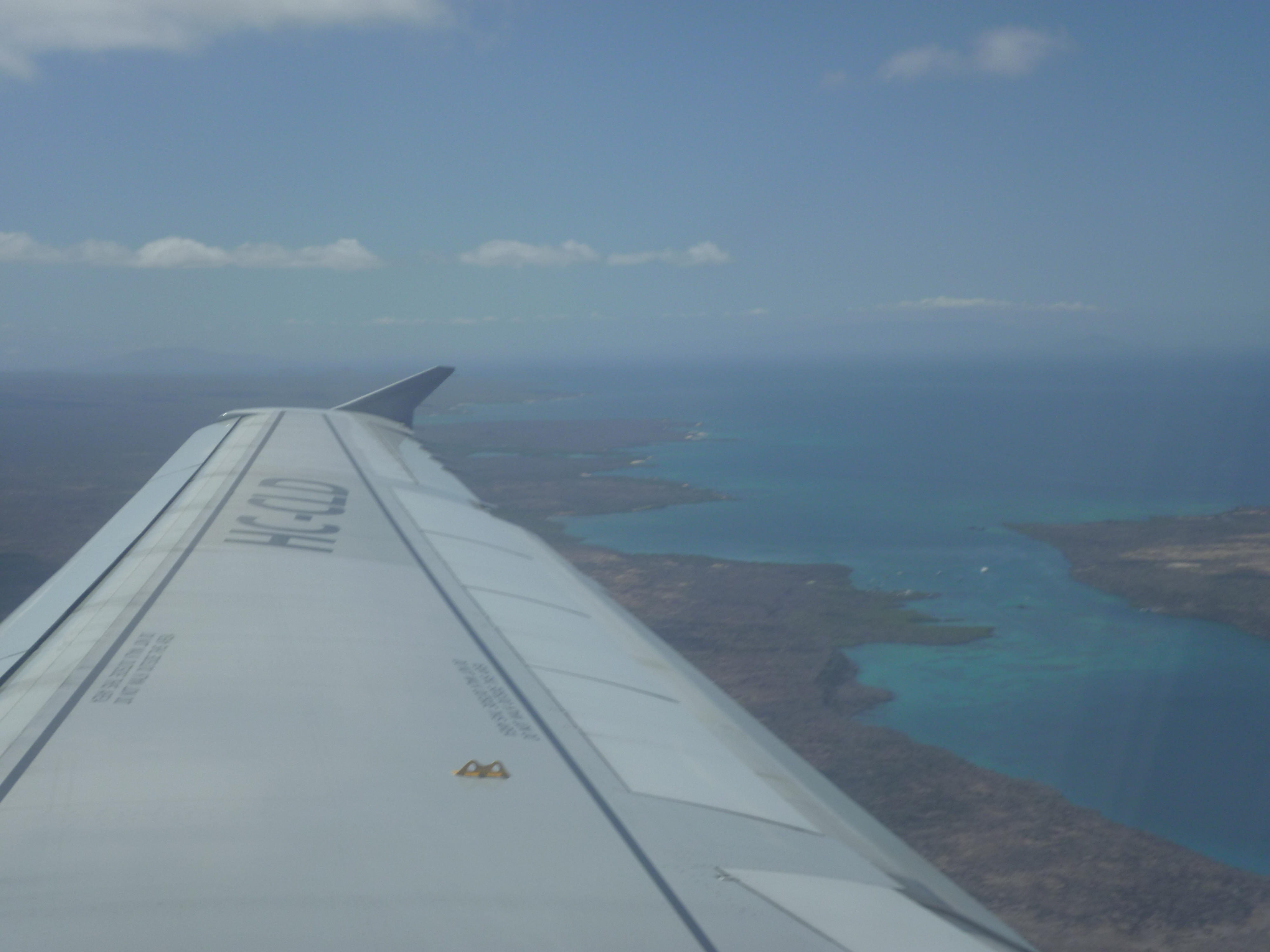
لقطة للقناة من خلال الطائرة

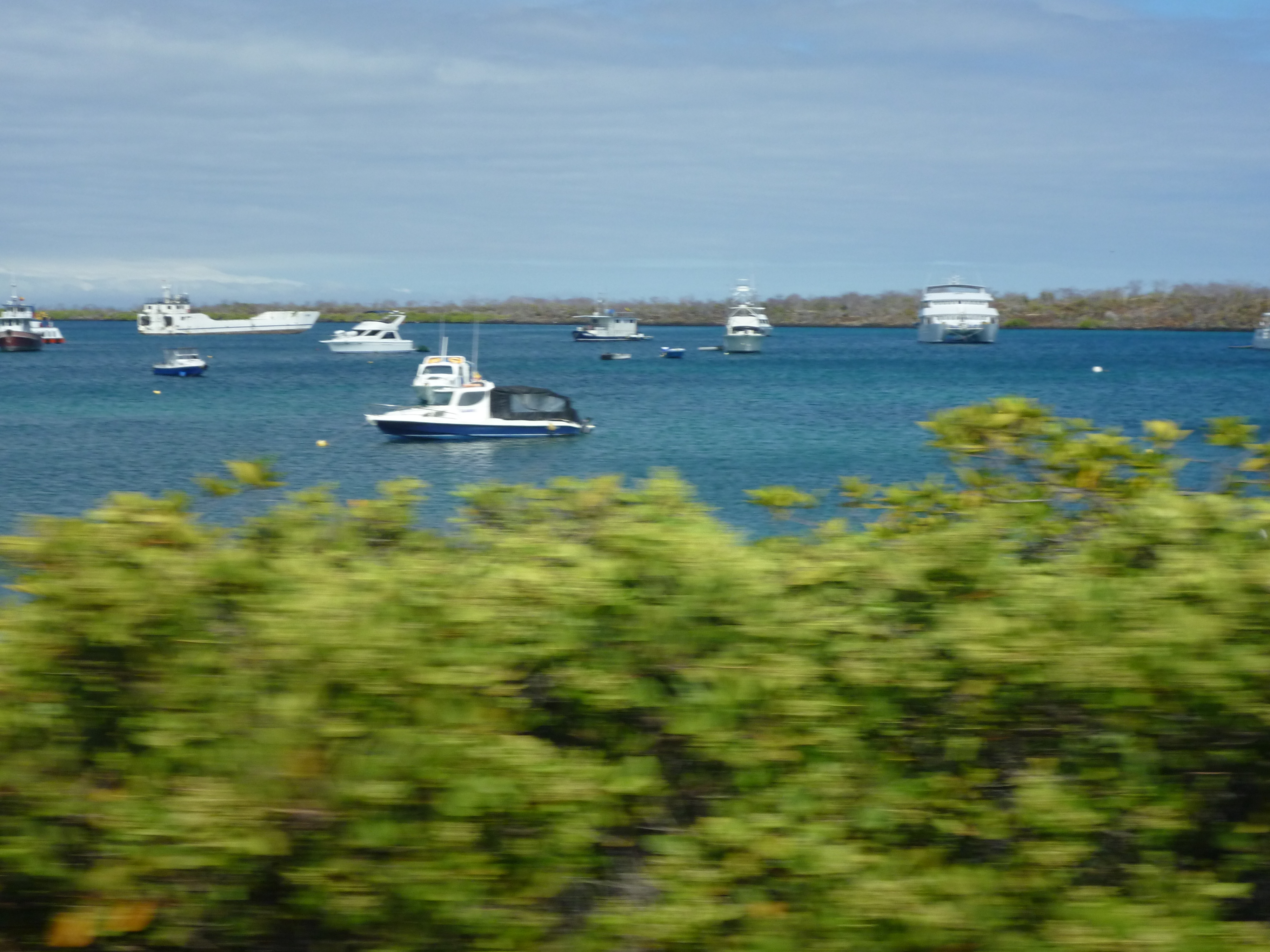
قوارب قبالة جزيرة سانتا كروز في جزر غالاباغوس في قناة إتاباكا

قناة إتاباكا (بالإسبانية:Canal de Itabaca)هي قناة تقع في جزر غالاباغوس في الإكوادور. تفصل هذه القناة بين  بالترا وجزيرة سانتا كروز. تعبر هذه القناة بعض السفن المائية التي تنقل الركاب من جزيرة بالترا (جنوب سيمور) في الشمال، حيث يوجد مطار في هذه الجزيرة يدعى مطار سيمور إلى جزيرة سانتا كروز في الجنوب وبالعكس. توفر هذه القناة أيضا مرسى للسفن السياحية الصغيرة ونقطة تفريغ لسفن الشحن التي تحمل البضائع من البر الرئيسي للاكوادور إلى جزيرة سانتا كروز. ويتم نقل هذه البضائع بالشاحنات برا إلى مدينة بويرتو أيورا. يبلغ عرض هذه القناة حوالي 350 متر في أضيق نقطة لها.
من المرجح أن قناة إتاباكا.والتي كانت تسمى إلاباكا .والتي سميت على الضابط البحري التشيلي خوليو إرنستو إلاباكا ليون.والذي كان على متن السفينة الحربية التشيلية باكيدانو عندما وصلت إلى جزر غالاباغوس عام 1910 لإجراء مسح هيدروغرافي للجزر.وكما تم تسمية جزيرة بالترا على الجانب الشمالي من القناة خلال نفس الرحلة.

## حيوانات
تشمل الحيوانات التي يمكن رؤيتها عادة في هذه القناة طيور الغاق ذات الأقدام الزرقاء.وطيور البلشون البركاني.وطيور النورس البركانية.والبجع البني وأسماك قرش النمر في بعض الأحيان